# Linshader
Linshader, schottisch-gälisch Linsiadar, ist eine Ortschaft auf der schottischen Hebrideninsel Lewis and Harris.

## Lage
Linshader liegt im Westen von Lewis, dem Nordteil der Doppelinsel Lewis and Harris, an der Einfahrt in den Loch Kinhoulavig, eine Nebenbucht des Loch Roag. Gegenüber liegt die Siedlung Callanish, während Garynahine etwa 2,5 Kilometer östlich und der Weiler Crulivig etwa drei Kilometer nordwestlich gelegen ist. Stornoway, der Hauptort der Insel, befindet sich 22 Kilometer östlich. Linshader ist über eine Stichstraße entlang der in Stornoway beginnenden A858, die bis Barvas die Ortschaften entlang der Nordwestküste von Lewis an das Straßennetz anschließt, an das Straßennetz angebunden.

## Geschichte
Die Umgebung weist frühe Besiedlungsspuren auf. Insbesondere ist hier die steinzeitliche Megalithanlage von Callanish hervorzuheben, die zu den bedeutendsten des Vereinigten Königreichs zählt.
Auf der Karte der Ordnance Survey aus dem Jahre 1853 sind in Linshader ein bedachtes und 14 unbedachte Gebäude verzeichnet. Matheson, der Lewis 1844 erworben hatte, hatte in Linshader einen zentralen landwirtschaftlichen Komplex errichten lassen (der auf der Karte mit sechs Gebäude verzeichnet ist). Es wird vermutet, dass Matheson zur Einrichtung der Linshader Farm die Einwohner umsiedeln und die Ackerflächen zusammenfassen ließ. 1888 marschierte eine Gruppe aufgebrachter Bauern in der Abenddämmerung zur Linshader Farm und brannte diese nieder. Linshader entstand in der Folge wieder als Crofter-Siedlung. 1974 waren dort 16 bedachte und acht unbedachte Gebäude verzeichnet.